# Jiří Lehečka
Jiří Lehečka, né le 8 novembre 2001 à Mladá Boleslav, est un joueur de tennis tchèque, professionnel depuis 2020.

## Carrière

### Parcours Junior
Jiří Lehečka atteint le 10e rang mondial chez les juniors en 2019 après avoir notamment remporté le tournoi de Wimbledon en double avec Jonáš Forejtek. En simple, il est quart de finaliste à l'Open d'Australie et à l'US Open.
En 2020, il est demi-finaliste du Challenger de Prostějov et s'adjuge un Futures à Prague. Il continue sa progression en 2021 en disputant quatre finales en Challenger, s'imposant à Tampere et Bucarest. Fin novembre, il participe à la phase finale de la Coupe Davis avec l'équipe de Tchéquie. Il perd un match en simple contre Cameron Norrie et un en double avec Tomáš Macháč.

### 2022. Révélation: finale Next Gen ATP Finals et première demi-finale sur le circuit principal
Il se qualifie pour l'Open d'Australie où il est battu par Grigor Dimitrov en quatre sets. 
Il se révèle en février lors du tournoi ATP 500 de Rotterdam. Alors qu'il dispute son troisième tournoi ATP seulement, il s'extirpe des qualifications puis élimine le 12e mondial, Denis Shapovalov (6-4, 6-4), puis enchaîne en écartant Botic van de Zandschulp et Lorenzo Musetti,. Il est finalement battu en demi-finale par Stéfanos Tsitsipás (6-4, 4-6, 2-6). Cette performance lui permet de faire son entrée dans le top 100.
En mai, sur le circuit Challenger, il perd en finale de Mauthausen en Autriche contre le local Jurij Rodionov en deux sets. En août, il gagne chez lui le Challenger de Liberec face à Nicolás Álvarez Varona.
Il se présente aux Next Gen ATP Finals de Milan où il effectue un bon parcours, en battant respectivement les Italiens Francesco Passaro et Matteo Arnaldi mais perdant face à l'Américain Brandon Nakashima en trois sets lors de la phase de poules. En demi-finale, il bat le Suisse Dominic Stricker en quatre manches après 1 h 22. Il s'inclinera en finale de nouveau contre Brandon Nakashima sans prendre la moindre manche.

### 2023. Confirmation au plus haut niveau, 1/4 à l'Open d'Australie, 1/8 à Wimbledon et finale à Winston-Salem
Lors de l'Open d'Australie, il écarte d'abord le Croate Borna Ćorić, tête de série numéro 21, (6-3, 6-3, 6-3) pour remporter son premier match en Grand Chelem. Il élimine ensuite l'invité Christopher Eubanks (6-4, 6-4, 3-6, 6-3) puis coup sur coup Cameron Norrie, tête de série numéro onze, (68-7, 6-3, 3-6, 6-1, 6-4) et le Canadien Félix Auger-Aliassime (4-6, 6-3, 7-62, 7-63), 7e mondial. Battant ainsi son premier top 10 après 3 h 13 de jeu. Il est éliminé en quarts de finale par le Grec Stéfanos Tsitsipás, 4e mondial (3-6, 62-7, 4-6) en 2 h 17, qui sera le futur finaliste.
Début juillet à Wimbledon, il donne de bonnes impressions en remportant son premier match sur le Grand Chelem londonien contre l'Autrichien Sebastian Ofner, invité par les organisateurs en raison de son bon parcours à Roland Garros (6-4, 6-4, 6-4), puis écarte l'Argentin Francisco Cerúndolo (6-2, 6-2, 6-2) et dispose de l'Américain Tommy Paul (6-2, 7-6,6-7, 6-7, 6-2) tous les deux finalistes à Eastbourne un peu plus tôt dans la saison. Confronté au numéro trois mondial Daniil Medvedev, il abandonne lors du second set (4-6, 2-6 ab.).
Juste avant de disputer l'US Open, il fait un bon tournoi à Winston-Salem, en renversant le qualifié local Mitchell Krueger (2-6, 6-2, 6-3), l'Allemand Dominik Köpfer (6-3, 3-6, 6-4) et l'Australien en forme Max Purcell (7-6, 6-4). Il profite du forfait de l'Américain Sebastian Korda en demi-finale pour jouer sa deuxième finale en carrière et sa première de la saison contre le terrien Sebastián Báez, qui bien qu'étant sur dur, le bat (4-6, 3-6).

### 2024. 1ertitre à Adelaïde, demi-finale à Madrid, quart de finale à Indian Wells et finale à Anvers
Jiří Lehečka lance idéalement sa saison 2024 en s'adjugeant le premier titre de sa carrière sur le circuit ATP à Adélaïde, après une victoire aux dépens du Britannique Jack Draper en finale, malgré la perte du premier set.
Il impressionne mi-mars à Indian Wells où il renverse le local invité Brandon Nakashima (3-6, 6-3, 6-4) puis bat son premier Top 10 de la saison en la personne du Russe Andrey Rublev, cinquième joueur mondial (6-4, 6-4), comme l'année passée à Doha. Il ne laisse que six jeux à Stéfanos Tsitsipás, tête de série numéro onze (6-2, 6-4) pour passer pour la première fois de sa carrière en quarts de finale d'un Masters 1000. Il est confronté à Jannik Sinner, meilleur joueur du moment, récent vainqueur de l'Open d'Australie et invaincu depuis le début de saison et cède logiquement (3-6, 3-6).
Fin avril, il remporte ses premiers matchs à Madrid contre les qualifiés Hamad Medjedović (7-5, 6-4) et le Brésilien Thiago Monteiro (6-4, 7-6) tombeur du Grec Stéfanos Tsitsipás, septième mondial. Il affronte en huitièmes de finale la légende espagnole Rafael Nadal et bat le Majorquin qui joue pour la dernière fois à Madrid (7-5, 6-4). Profitant de l'abandon du Russe numéro quatre mondial Daniil Medvedev après une manche (6-4 ab.), il se qualifie pour ses premières demi-finale en Masters 1000 mais doit à son tour renoncer à aller jusqu'à la fin du match, victime d'une blessure lors du premier set contre le Canadien Félix Auger-Aliassime (3-3 ab.), à qui il laisse le soin de disputer sa première finale en Masters 1000.
Il dispute une deuxième finale cette saison à Anvers écartant l'Espagnol Jaume Munar (6-1, 6-4), l'Allemand Daniel Altmaier (6-4, 6-3) et surtout la tête de série numéro deux Stéfanos Tsitsipás (6-4, 6-4). Il dispute une troisième manche contre l'Américain Marcos Giron (6-3, 4-6, 6-2) en demi mais bute sur le vétéran Roberto Bautista-Agut qui à 36 ans remporte son douzième titre en carrière (5-7, 1-6), s'écroulant à la fin du premier set.

### 2025.2etitreà Brisbane, finale au Queen's et 1/8eà l'Open d'Australie
Il hérite d'un tirage piégeux à Brisbane mais s'en sort contre le Danois Holger Rune, ancien numéro quatre mondial (7-5, 6-3) avant d'être davantage inquiété par le qualifié Yoshihito Nishioka (6-2, 65-7, 6-4). Il remporte son quarts de finale contre le Chilien Nicolás Jarry (6-4, 6-4) et profite de deux abandons en demi-finale contre le Bulgare Grigor Dimitrov (6-4, 4-4 ab.), sa première victoire sur un Top 10 de la saison et en finale face au géant Américain Reilly Opelka, tombeur de la légende Novak Djokovic plus tôt dans le tournoi, qui jette l'éponge après une dizaine de minutes (4-1 ab.). Le Tchèque gagne ainsi son second titre en carrière, comme l'année passée en début de saison. Il enchaîne à l'Open d'Australie avec un succès sur l'invité local Li Tu (6-1, 3-6, 6-3, 7-61) et sur deux Français, Hugo Gaston dont il profite de l'abandon (6-3, 3-1 ab.) et Benjamin Bonzi sans perdre de manches (6-2, 6-3, 6-3). Confronté à la légende Novak Djokovic, dix fois vainqueur du tournoi en huitièmes de finale, il apparaît impuissant (3-6, 4-6, 64-7).
Il confirme ses progrès en février, sortant le treizième joueur mondial Grigor Dimitrov (6-4, 6-4) au premier tour de Doha puis le Hongrois Fábián Marozsán (6-4, 6-2). Confronté au numéro trois mondial Carlos Alcaraz, vainqueur de Roland-Garros et Wimbledon la saison passée, il livre un grand match et parvient à battre l'Espagnol (6-3, 3-6, 6-4), obtenant sa première victoire sur un Top 3 en carrière. Il est néanmoins renversé par le Britannique Jack Draper, demi-finaliste du dernier US Open (6-3, 62-7, 3-6) en demi-finale. Il dispute sa première finale sur gazon en juin au Queen's, devenant le premier joueur Tchèque à accéder à la finale du tournoi. Il sort pour cela l'Australien Alex de Minaur, douzième joueur mondial (6-4, 6-2) d'entrée puis le géant Canadien Gabriel Diallo, vainqueur de son tout premier titre ATP la semaine passée à S'Hertogenbosh sur le même score. Il ne se laisse pas intimider par les locaux Jacob Fearnley (7-5, 6-2) et Jack Draper (6-4, 4-6, 7-5), sixième joueur mondial, glanant sa première victoire sur un Top 10 sur herbe. Il offre en finale une belle résistance contre le numéro deux Carlos Alcaraz, tenant du titre à Wimbledon et tout récent vainqueur de son deuxième Roland Garros (5-7, 7-6, 2-6) mais offre une 18ème victoire consécutive à l'Espagnol.

## Palmarès

### Titre en simple messieurs
| No | Date       | Nom et lieu du tournoi                             | Catégorie | Dotation  | Surface    | Finaliste     | Score         |          |
| -- | ---------- | -------------------------------------------------- | --------- | --------- | ---------- | ------------- | ------------- | -------- |
| 1  | 08-01-2024 | Adelaide International, Adélaïde                   | ATP 250   | 661 585 $ | Dur (ext.) | Jack Draper   | 4-6, 6-4, 6-3 | Parcours |
| 2  | 30-12-2024 | Brisbane International presented by Evie, Brisbane | ATP 250   | 680 140 $ | Dur (ext.) | Reilly Opelka | 4-1 ab.       | Parcours |

### Finales en simple messieurs
| No | Date       | Nom et lieu du tournoi            | Catégorie       | Dotation    | Surface      | Vainqueur             | Score           |          |
| -- | ---------- | --------------------------------- | --------------- | ----------- | ------------ | --------------------- | --------------- | -------- |
| -  | 08-11-2022 | Next Gen ATP Finals, Milan        | Next Gen Finals | 1 400 000 $ | Dur (int.)   | Brandon Nakashima     | 4-35, 4-36, 4-2 | Parcours |
| 1  | 20-08-2023 | Winston-Salem Open, Winston-Salem | ATP 250         | 760 930 $   | Dur (ext.)   | Sebastián Báez        | 6-4, 6-3        | Parcours |
| 2  | 14-10-2024 | European Open, Anvers             | ATP 250         | 690 135 €   | Dur (int.)   | Roberto Bautista-Agut | 7-5, 6-1        | Parcours |
| 3  | 16-06-2025 | HSBC Championships, Londres       | ATP 500         | 2 522 220 € | Gazon (ext.) | Carlos Alcaraz        | 7-5, 65-7, 6-2  | Parcours |

### Finales en double messieurs
| No | Date       | Nom et lieu du tournoi                            | Catégorie | Dotation    | Surface      | Vainqueurs                  | Partenaire   | Score             |          |
| -- | ---------- | ------------------------------------------------- | --------- | ----------- | ------------ | --------------------------- | ------------ | ----------------- | -------- |
| 1  | 19-06-2023 | Cinch Championships Londres                       | ATP 500   | 2 195 175 € | Gazon (ext.) | Ivan Dodig Austin Krajicek  | Taylor Fritz | 6-4, 65-7, [10-3] | Parcours |
| 2  | 30-12-2024 | Brisbane International presented by Evie Brisbane | ATP 250   | 680 140 $   | Dur (ext.)   | Julian Cash Lloyd Glasspool | Jakub Menšík | 6-3, 62-7, [10-6] | Parcours |

## Parcours dans les tournois duGrand Chelem

### En simple
| Année | Open d'Australie | Open d'Australie   | Internationaux de France | Internationaux de France | Wimbledon       | Wimbledon        | US Open         | US Open        |
| ----- | ---------------- | ------------------ | ------------------------ | ------------------------ | --------------- | ---------------- | --------------- | -------------- |
| 2022  | 1er tour (1/64)  | Grigor Dimitrov    | 1er tour (1/64)          | David Goffin             | 1er tour (1/64) | Filip Krajinović | 1er tour (1/64) | Cristian Garín |
| 2023  | 1/4 de finale    | Stéfanos Tsitsipás | 2e tour (1/32)           | Marcos Giron             | 1/8 de finale   | Daniil Medvedev  | 1er tour (1/64) | Aslan Karatsev |
| 2024  | 2e tour (1/32)   | Alex Michelsen     | —                        | —                        | —               | —                | 3e tour (1/16)  | Andrey Rublev  |
| 2025  | 1/8 de finale    | Novak Djokovic     | 3e tour (1/16)           | Jannik Sinner            | 2e tour (1/32)  | Mattia Bellucci  |                 |                |

N.B. : à droite du résultat se trouve le nom de l'ultime adversaire.

### En double messieurs
| Année | Open d'Australie                                                                  | Open d'Australie | Internationaux de France | Internationaux de France | Wimbledon | Wimbledon | US Open                                                                          | US Open |
| ----- | --------------------------------------------------------------------------------- | ---------------- | ------------------------ | ------------------------ | --------- | --------- | -------------------------------------------------------------------------------- | ------- |
| 2022  | —                                                                                 | —                | —                        | —                        | —         | —         | 1er tour (1/32) J. Veselý \|\| style="text-align:left;" \| N. Lammons J. Withrow |         |
| 2023  | 1/8 de finale A. Molčan \|\| style="text-align:left;" \| J. Chardy F. Martin      | —                | —                        | —                        | —         | —         | —                                                                                |         |
| 2024  | 1er tour (1/32) Petr Nouza \|\| style="text-align:left;" \| N. Lammons J. Withrow | —                | —                        | —                        | —         | —         | —                                                                                |         |

N.B. : le nom du partenaire se trouve sous le résultat ; les noms des ultimes adversaires se trouvent à droite.

## Parcours dans lesMasters 1000
| Année | Indian Wells            | Miami                | Monte-Carlo            | Madrid                | Rome                | Canada                 | Cincinnati               | Shanghai               | Paris                |
| ----- | ----------------------- | -------------------- | ---------------------- | --------------------- | ------------------- | ---------------------- | ------------------------ | ---------------------- | -------------------- |
| 2022  | —                       | —                    | 1er tour D. Goffin     | —                     | —                   | —                      | —                        | n.o.                   | —                    |
| 2023  | 2e tour A. Rublev       | 3e tour K. Khachanov | 1/8 de finale T. Fritz | 2e tour A. Shevchenko | 2e tour F. Marozsán | 2e tour C. Ruud        | 1er tour T. Fritz        | 2e tour D. Schwartzman | 1er tour R. Bautista |
| 2024  | 1/4 de finale J. Sinner | 2e tour A. Popyrin   | —                      | 1/2 finale F. Auger   | —                   | —                      | 1/8 de finale F. Tiafoe  | 3e tour H. Rune        | 1er tour J. Draper   |
| 2025  | 2e tour C. Norrie       | 2e tour G. Monfils   | 2e tour L. Musetti     | 2e tour C. Norrie     | 1er tour A. Müller  | 1/8 de finale T. Fritz | 1/8 de finale B. Shelton |                        |                      |

N.B. : sous le résultat se trouve le nom de l’ultime adversaire.

## Victoires sur le top 10
Toutes ses victoires sur des joueurs classés dans le top 10 de l'ATP lors de la rencontre.
| Légende      |
| Grand Chelem |
| Masters 1000 |
| ATP 500      |
| ATP 250      |
| Coupe Davis  |

| # | J.L.  | Tournoi          | Année | Surface      | Adversaire            | Rang  | Tour | Score                |
| - | ----- | ---------------- | ----- | ------------ | --------------------- | ----- | ---- | -------------------- |
| 1 | no 71 | Open d'Australie | 2023  | Dur          | Félix Auger-Aliassime | no 7  | 1/8  | 4-6, 6-3, 7-62, 7-63 |
| 2 | no 52 | Doha             | 2023  | Dur          | Andrey Rublev         | no 5  | 1/4  | 4-6, 6-4, 6-3        |
| 3 | no 32 | Indian Wells     | 2024  | Dur          | Andrey Rublev         | no 5  | 1/16 | 6-4, 6-4             |
| 4 | no 31 | Madrid           | 2024  | Terre battue | Daniil Medvedev       | no 4  | 1/4  | 6-4, ab.             |
| 5 | no 35 | Cincinnati       | 2024  | Dur          | Daniil Medvedev       | no 5  | 1/16 | 7-62, 6-4            |
| 6 | no 28 | Brisbane         | 2025  | Dur          | Grigor Dimitrov       | no 10 | 1/2  | 6-4, 4-4 ab.         |
| 7 | no 25 | Doha             | 2025  | Dur          | Carlos Alcaraz        | no 3  | 1/4  | 6-3, 3-6, 6-4        |
| 8 | no 30 | Queen's          | 2025  | Gazon        | Jack Draper           | no 6  | 1/2  | 6-4, 4-6, 7-5        |

## Classements ATP en fin de saison
| Année          | 2018 | 2019 | 2020 | 2021 | 2022 | 2023 | 2024 |
| Rang en simple | 1843 | 577  | 351  | 138  | 81   | 31   | 28   |
| Rang en double | 1510 | 524  | 477  | 232  | 874  | 147  | –    |

Source : (en) Classements de Jiří Lehečka sur le site officiel de la Fédération internationale de tennis